# Ahuy
Ahuy (wym. [aɥi]) – miejscowość i gmina we Francji, w regionie Burgundia-Franche-Comté, w departamencie Côte-d’Or.
Według danych na rok 1990 gminę zamieszkiwały 1283 osoby, a gęstość zaludnienia wynosiła 200 osób/km² (wśród 2044 gmin Burgundii Ahuy plasuje się na 180. miejscu pod względem liczby ludności, natomiast pod względem powierzchni na miejscu 1150.).